# Реповеси (национальный парк)
Реповеси (фин. Repoveden kansallispuisto) — национальный парк, расположенный в коммунах Коувола и Мянтюхарью, Финляндия. Площадь парка составляет 15 км2.

## Описание
Национальный парк Реповеси расположен в коммунах Коувола и Мянтюхарью, всего в нескольких часах езды к северо-востоку от густозаселённых территорий Южной Финляндии, примыкающих к Хельсинки. Ранее в этих местах велись интенсивные лесозаготовки, но после создания национального парка территории были успешно восстановлены до состояния, близкого к первичному. В составе растительности доминируют сосны и берёзы. Животный мир включает медведей, оленей и различных птиц. Также встречаются рыси, лоси, совы, краснозобые гагары, птицы отряда курообразных. Через территорию парка протекает река Коукунйоки. Есть ручьи и озёра.
Достопримечательности включают в свой состав холм Олхаванвуори, популярное место для лазания по скалам, а также водный маршрут Култарейтти (фин. Золотая тропа). В парке есть залив Куутинлахти, где были восстановлены каналы для сплава леса, висячий мост Лапинсалми длиной 50 метров, весом 5 тонн и несколько наблюдательных башен, из которых самая высокая — «Башня Эльвинга» (высота 20 м).